# Szopur
Szopur (mac. Шопур) – wieś w gminie miejskiej Sztip w środkowej Macedonii Północnej.

## Demografia
Według spisu ludności z 2002 we wsi Szopur mieszkało 2 mieszkańców.

### Rasy i pochodzenie
Według wyżej wspomnianych danych we wsi Szopur mieszkało 2 Macedończyków.